# Fepikou Tatafu
Pour les articles homonymes, voir Tatafu.
Pas d'image ? Cliquez ici

a Compétitions nationales et continentales officielles uniquement.

b Matchs officiels uniquement.
Dernière mise à jour le 6 février 2019.
Fepikou Tatafu, né le 2 mars 1975 aux Tonga, est un joueur international tongien de rugby à XV évoluant au poste de centre ou d'ailier (1,85 m pour 90 kg).

## Carrière

### En club
- Ma'ufanga  Tonga
- 2001-2003 : North Otago (National Provincial Championship)  Nouvelle-Zélande
- 2006-2007 : Sporting nazairien rugby (Fédérale 1)  France

### En équipe nationale
Fepikou Tatafu a connu sa première sélection le 27 juillet 1996 contre l'équipe des Fidji, et sa dernière le 7 décembre 2002 contre l'équipe de Papouasie-Nouvelle-Guinée.
Il est retenu pour participer à la coupe du monde 1999 en Angleterre. Il dispute deux matchs (Nouvelle-Zélande, Angleterre).

## Palmarès
- 23 sélections
- 50 points (10 essais)
- Sélections par année : 2 en 1996, 7 en 1997, 9 en 1999 et 5 en 2002

- Participation à la coupe du monde de rugby 1999 (2 matchs).